# 踵骨
踵骨（しょうこつ、ラテン語: calcaneus、英語: calcaneus bone）は、四肢動物の後肢を構成する短骨の一つである。舟状骨、距骨とともに近位足根骨を構成し、足の内側後面にある。

## 踵骨と関節する骨
- 距骨、舟状骨、立方骨、腓骨

## 踵骨から起始する筋肉
- 短趾屈筋
- 足底方形筋
- 母趾外転筋
- 小趾外転筋

## 踵骨に停止する筋肉
- 腓腹筋
- ヒラメ筋